# Gore Verbinski
Gregor « Gore » Justin Verbinski, né le 16 mars 1964, est un réalisateur, producteur et scénariste américain.
Il est principalement connu pour avoir réalisé les trois premiers films de la saga Pirates des Caraïbes, qui constituent un véritable triomphe critique et commercial durant les années 2000. 

## Biographie

### Débuts et révélation (années 1990)
Après avoir décroché une licence de cinéma et de télévision, Gore Verbinski commence sa carrière en réalisant des spots publicitaires et des vidéos musicales pour la compagnie Limelight Pictures, puis pour des marques telles que Nike ou Coca-Cola. En outre, il est le créateur de la grenouille de Budweiser.
Le premier film de Gore Verbinski, en 1997, est une comédie familiale, la première produite par les studios Dreamworks, La Souris (Mouse Hunt), l'histoire de deux propriétaires d'une maison dont la vie est gâchée par une souris espiègle. Le film, projet modeste, connait un joli succès au box-office.
En 1999, il débute les prises de vues de Mission to Mars, mais le tournage s'enlise et les premiers résultats sont peu concluants ; il est débarqué du projet par Disney (qui produit le film), et Brian De Palma reprend le flambeau après lui.
En 2001, il passe la seconde quand son projet de thriller Le Mexicain, intéresse Julia Roberts, qui souhaiterait tourner avec Brad Pitt. Ce road-movie réunissant deux stars hollywoodiennes lance le réalisateur, malgré des critiques mitigées. L'année d'après, il parvient à livrer un projet de commande, le remake du film d'horreur japonais Ring : Le Cercle, avec cette fois un succès commercial, mais aussi critique. Il lance alors la mode des remakes américains de films d'horreur asiatiques. Une suite est commandée, mais Verbinski n'ayant signé que pour un seul film, il est remplacé par le metteur en scène du long-métrage original, Hideo Nakata.
Il a d'ores et déjà été sollicité par le producteur Jerry Bruckheimer et les studios  Disney pour prendre les rênes d'un projet : l'adaptation d'une attraction des parcs à thème Disney, Pirates of the Caribbean.

### TrilogiePirateset succès planétaire (années 2000)
Verbinski accepte, intéressé par la possibilité de faire un film à l'ancienne, tout en y injectant des éléments issus du fantastique. Intitulé La Malédiction du Black Pearl, le projet est réalisé durant l'année 2002, et sort l'année suivante, récoltant 654 millions de dollars. Ce succès commercial, mais également critique, surprend tout le monde. Tandis que l'acteur confirmé Johnny Depp y trouve un rôle majeur de sa carrière, les valeurs montantes Orlando Bloom et Keira Knightley deviennent des stars. Toute l'équipe accepte de poursuivre l'aventure pour une trilogie, dont les deux opus à venir vont être tournés à la suite. 
Alors que les scripts sont écrits, Verbinski réalise une comédie dramatique, The Weather Man, qui sort en octobre 2005, et échouant auprès de la critique et du public. Peu importe, Verbinski a entamé en mars les tournages des suites de son succès Pirates.  Le Secret du coffre maudit est un évènement de l'été 2006, et franchit le milliard de dollars au box-office international : le plus gros succès commercial de la carrière du réalisateur. Et en juillet 2007 est dévoilé le dernier chapitre : Jusqu'au bout du monde, qui, doté d'un budget de 300 millions de dollars, est alors le film le plus coûteux jamais produit. Le film rapporte plus de 900 millions de dollars au box-office, hors produits dérivés.
Les studios Disney réclament un quatrième chapitre, alors que Verbinski s'affaire sur une autre adaptation, celle du jeu vidéo Bioshock, pour les studios Universal. Quand ce projet créativement risqué et ambitieux lui est retiré au profit d'un autre réalisateur, il se lance dans une production plus personnelle, plutôt qu'un Pirates des Caraïbes 4. (Jerry Bruckheimer confiera les rênes de cette suite à Rob Marshall). Verbinski parviendra quant à lui à débaucher Johnny Depp pour le premier rôle de son prochain projet, qui n'empiétera pas sur le tournage de Pirates des Caraïbes : La Fontaine de jouvence.

### Parodies de westerns et échec (années 2010)
En 2011, Verbinski surprend avec le film d'animation Rango, une parodie de western dans un monde composé d'animaux anthropomorphes. Johnny Depp a accepté de doubler le rôle-titre. Ce projet original impressionne et est très bien reçu par la critique mondiale : il remporte même l'Oscar du meilleur film d'animation en 2012 lors de la 84e cérémonie des Oscars.
En 2013, il revient à la tête d'une nouvelle production Walt Disney Pictures et Jerry Bruckheimer. Il est chargé d'adapter The Lone Ranger, une série télévisée des années 1950, avec de nouveau Johnny Depp en tête d'affiche et deux valeurs montantes, Armie Hammer et Ruth Wilson. Le même tandem de scénaristes — Ted Elliott et Terry Rossio — et le même compositeur — Hans Zimmer — que pour la saga de Jack Sparrow sont aussi de la partie. Le blockbuster Lone Ranger : Naissance d'un héros est toutefois considéré comme un flop sur le plan financier, car il ne rapporte que 260 502 115 $ au box-office mondial pour un budget initial colossal de 215 millions auxquels s'ajoutent 150 millions de budget marketing.
Il faudra attendre cette fois début 2017 pour que Verbinski revienne au cinéma : pour ce dixième long-métrage, il opte pour un retour à l'un de ses premiers amours, le thriller psychologique d'horreur. Produit par la 20th Century Fox, scénarisé par Justin Haythe, et doté d'un budget de 40 millions de dollars, A Cure for Life a pour acteurs principaux Dane DeHaan, Mia Goth et Jason Isaacs.
Le 5 septembre 2017, Verbinski entre en négociation avec la 20th Century Fox pour mettre en scène le film centré sur Gambit, un personnage de Marvel. En janvier 2018, il annonce finalement son départ du projet. Le 29 mars 2018, il signe pour mettre en scène l'adaptation du livre Docteur à tuer (2009) de Josh Bazell avec Sebastian Stan et produit par Leonardo DiCaprio pour le studio New Regency. Cependant, le 14 août 2018, The Hollywood Reporter annonce que Verbinski va réaliser l'adaptation des comics Old City Blues en série TV pour Hulu avec Kerry Washington.

## Filmographie

### Réalisateur

#### Courts métrages
- 1996 : The Ritual

#### Longs métrages
- 1997 : La Souris (Mouse Hunt)
- 2001 : Le Mexicain (The Mexican)
- 2002 : Le Cercle : The Ring (The Ring)
- 2003 : Pirates des Caraïbes: La Malédiction du Black Pearl (Pirates of the Caribbean: The Curse of the Black Pearl)
- 2005 : The Weather Man
- 2006 : Pirates des Caraïbes: Le Secret du Coffre maudit (Pirates of the Caribbean: Dead Man's Chest)
- 2007 : Pirates des Caraïbes: Jusqu'au bout du Monde (Pirates of the Caribbean: At World's End)
- 2011 : Rango
- 2013 : Lone Ranger, naissance d'un héros (The Lone Ranger)
- 2017 : A Cure for Life (A Cure for Wellness)
- 2025 : Good Luck, Have Fun, Don't Die[4]

### Producteur
- 2011 : Rango
- 2013 : Lone Ranger, naissance d'un héros (The Lone Ranger)
- 2013 : La Vie Rêvée de Walter Mitty (The Secret Life of Walter Mitty) de Ben Stiller
- 2017 : A Cure for Life (A Cure for Wellness)

## Box-office
La France mesure le nombre d'entrées.
En gras le chiffre le plus élevé de chaque catégorie.
| Film                                                | Budget          | Monde           | États-Unis      | France             |
| --------------------------------------------------- | --------------- | --------------- | --------------- | ------------------ |
| La Souris                                           | 38 000 000 $    | 122 417 389 $   | 61 917 389 $    | 811 978 entrées    |
| Le Mexicain                                         | 57 000 000 $    | 147 845 033 $   | 66 845 033 $    | 720 928 entrées    |
| Le Cercle                                           | 48 000 000 $    | 249 348 933 $   | 129 128 133 $   | 960 575 entrées    |
| Pirates des Caraïbes: La Malédiction du Black Pearl | 140 000 000 $   | 654 264 015 $   | 305 413 918 $   | 3 864 251 entrées  |
| The Weather Man                                     | 22 000 000 $    | 19 039 770 $    | 12 482 775 $    | 3 687 entrées      |
| Pirates des Caraïbes: Le Secret du Coffre maudit    | 225 000 000 $   | 1 066 179 725 $ | 423 315 812 $   | 6 657 405 entrées  |
| Pirates des Caraïbes: Jusqu'au bout du Monde        | 300 000 000 $   | 963 420 425 $   | 309 420 425 $   | 5 763 630 entrées  |
| Rango                                               | 135 000 000 $   | 245 724 603 $   | 123 477 607 $   | 1 259 125 entrées  |
| Lone Ranger, naissance d'un héros                   | 225 000 000 $   | 260 502 115 $   | 89 302 115 $    | 1 124 733 entrées  |
| A Cure for Life                                     | 40 000 000 $    | 26 559 557 $    | 8 106 986 $     | 221 736 entrées    |
| Total                                               | 1 230 000 000 $ | 3 754 952 336 $ | 1 529 410 193 $ | 21 166 312 entrées |